# Coppa Bernocchi 2018
La Coppa Bernocchi 2018, centesima edizione della corsa e valevole come evento dell'UCI Europe Tour 2018 e della Ciclismo Cup 2018 categoria 1.1, si svolse il 16 settembre 2018 su un percorso di 194,7 km, con partenza e arrivo a Legnano, in Italia. La vittoria fu appannaggio dell'italiano Sonny Colbrelli, il quale completò il percorso in 4h29'03", alla media di 43,42 km/h, precedendo i connazionali Manuel Belletti e Paolo Simion.
Sul traguardo di Legnano 119 ciclisti, su 172 partenti, portarono a termine la manifestazione.

## Squadre e corridori partecipanti
| N.      | Cod. | Squadra                       |
| ------- | ---- | ----------------------------- |
| 1-7     | TBM  | Bahrain-Merida                |
| 11-17   | UAD  | UAE Team Emirates             |
| 21-27   | ALM  | AG2R La Mondiale              |
| 31-37   | SKY  | Team Sky                      |
| 41-47   | ITA  | Italia                        |
| 51-57   | GAZ  | Gazprom-RusVelo               |
| 61-67   | TDE  | Direct Énergie                |
| 71-77   | WIL  | Wilier Triestina-Selle Italia |
| 81-87   | ANS  | Androni Giocattoli-Sidermec   |
| 91-97   | WVA  | WB Aqua Protect Veranclassic  |
| 101-107 | ICA  | Israel Cycling Academy        |
| 111-117 | CJR  | Caja Rural-Seguros RGA        |
| 121-127 | DMP  | Delko Marseille Provence KTM  |

| N.      | Cod. | Squadra                         |
| ------- | ---- | ------------------------------- |
| 131-137 | FST  | Team Fortuneo-Samsic            |
| 141-147 | NIP  | Nippo-Vini Fantini-Europa Ovini |
| 151-157 | BRD  | Bardiani CSF                    |
| 161-167 | CCC  | CCC Sprandi Polkowice           |
| 171-177 | CHE  | Svizzera                        |
| 181-187 | MST  | MsTina Focus                    |
| 191-197 | VOL  | Team Vorarlberg Santic          |
| 201-207 | PLK  | Polartec Kometa                 |
| 211-216 | LOK  | Lokosphinx                      |
| 221-227 | BIC  | Biesse Carrera Gavardo          |
| 231-237 | SMV  | Sangemini-Mg.K Vis-Vega         |
| 241-247 | DDC  | Dimension Data for Qhubeka      |

## Ordine d'arrivo (Top 10)
| Pos. | Corridore         | Squadra      | Tempo    |
| ---- | ----------------- | ------------ | -------- |
| 1    | Sonny Colbrelli   | Bahrain-Mer. | 4h29'03" |
| 2    | Manuel Belletti   | Androni      | s.t.     |
| 3    | Paolo Simion      | Bardiani     | s.t.     |
| 4    | Juan José Lobato  | Nippo        | s.t.     |
| 5    | Leonardo Basso    | Sky          | s.t.     |
| 6    | Marco Frapporti   | Androni      | s.t.     |
| 7    | Oliviero Troia    | UAE          | s.t.     |
| 8    | Aleksandr Porsev  | Gazprom      | s.t.     |
| 9    | Vincenzo Albanese | Bardiani     | s.t.     |
| 10   | Jonas Koch        | CCC          | s.t.     |